# QBittorrent
qBittorrent é um aplicativo cliente P2P multiplataforma, gratuito, livre e de código aberto para a rede BitTorrent. O programa utiliza a biblioteca libtorrent-rasterbar para comunicação em rede.
qBittorrent está escrito na linguagem de programação C++ (utilizando as bibliotecas Boost), também utiliza a biblioteca Qt. Seu motor de busca é opcional, está escrito na linguagem de programação Python, no entanto, se o usuário não desejar instalar o Python, pode optar por não utilizar a função de pesquisa.

## História
qBittorrent foi originalmente desenvolvido em março de 2006 por Christophe Dumez, da Université de technologie de Belfort-Montbéliard na França.
Atualmente está sendo desenvolvido por colaboradores do mundo todo, sendo liderado por Sledgehammer999 da Grécia, que se tornou o atual gerente do projeto, em junho de 2013.

## Características
Muitas das características presentes incluem:
- Transferência sequencial (arquivos de mídia torrent)
- Suporte a Unicode, disponível em ~70 idiomas.[1]
- Multiplataforma (Windows, Linux, Mac OS X).
- Motor integrado de buscas torrent.
- DHT, PEX, LSD, UPnP, NAT-PMP, µTP, Magnet RSS.
- Suporte avançado de RSS com filtros de download (inc. regex)
- Filtragem de IP, suporte a IPv6.
- Controle de trackers.
- Criação de arquivos torrent.
- Acesso remoto via interface web segura.

## Versões
qBittorrent é multiplataforma, disponível para Linux, Mac OS X, Windows, OS/2 e FreeBSD.